# Рядовка монгольская
Рядо́вка монгольская (лат. Tricholoma mongolicum) — вид пластинчатых грибов из рода Рядовка (Tricholoma).

## Описание
Шляпка диаметром 6—19 см, но может достичь до 20 см полушаровидная или яйцевидная, затем выпуклая или выпукло-распростертая с загнутыми внутрь краями, в молодом виде белая, почти блестящая, затем матовая, грязно-белая, слабоволокнистая.
Пластинки полушаровидная или яйцевидная, затем выпуклая или выпукло-распростертая с загнутыми внутрь краями, в молодом виде белая, почти блестящая, затем матовая, грязно-белая, слабоволокнистая.
Ножка 4—7 (10) см высотой и 0,5—1,5 см в диаметре, плавно расширенная к основанию, сплошная, затем полая, с концентрическими крупными чешуйками, белая, затем кремовая или желтовато-белая.
Мякоть толстая, белая, с грибным запахом и мягким вкусом.
Споровый отпечаток светло бурый.

## Распространение и экология
Произрастает обычно группами и «ведьмиными кольцами» в степной зоне среди травы, март-май, не исключено повторное появление в октябре-ноябре. Ареал: Средняя Азия, Монголия, Западный Китай.

## Хозяйственное значение
Гриб съедобный, неядовитый.